# Aelita (Film)
Aelita (Alternativtitel: Aelita – Der Flug zum Mars; russischer Originaltitel: russisch Аэлита, transkribiert Aelita), auch Aëlita, weil das „e“ getrennt gesprochen wird, ist ein sowjetischer Stummfilm von Jakow Protasanow aus dem Jahr 1924, der auf dem gleichnamigen Roman von Alexei Tolstoi basiert. Er erhielt bei der deutschen Erstaufführung den Verleihtitel Der Flug zum Mars.
Das Werk gilt als Meilenstein des Science-Fiction-Kinos sowie des sowjetischen Films im Allgemeinen.

## Inhalt
Der Film spielt gegen Ende der russischen Revolutionskriegszeit ab 1921, in der die Verhältnisse chaotisch waren und bittere Armut das Alltagsbild dominierte. Er enthält einige Alltagsaufnahmen, die nur unwesentlich dramaturgisch gestaltet wurden und ist somit streckenweise auch ein Zeitdokument. Im Nebenhandlungsstrang erreichen die Radiostationen in Europa zu Beginn des Films (1921) Signale aus dem Weltraum mit den unverständlichen Worten „Anta Odeli Uta“, denen die Militärs verschiedener Nationen keine Beachtung schenken, die aber von den sowjetischen Radioangestellten genauer begutachtet werden. Auf Anordnung von Ingenieur Loss versucht man vergeblich, die Sätze zu dechiffrieren. Loss vermutet, dass sie vom Mars kommen („Das klingt verrückt, aber jemand auf dem Mars wundert sich über uns.“), wird aber von seinen Kollegen ausgelacht. Loss verfällt dieser Idee und gibt sich ausgeprägten Tagträumen hin, außerdem beginnt er damit, Konstruktionsunterlagen für ein Raumschiff anzufertigen, um damit zum Mars reisen zu können.
Der Haupthandlungsstrang, der den größten Teil des Films ausmacht und das Leben der damaligen Zeit beschreibt, entwickelt sich ausgehend vom Kursker Bahnhof in Moskau (damals zugleich Hospital), auf dem sich tausende Menschen versammelt haben, die sich auf der Flucht oder der Deportation befinden und bitter arm sind. Auch Loss’ Ehefrau Natascha arbeitet dort. In diesem Handlungsstrang werden die Zustände anschaulich beschrieben, die Aufnahmen sind 1924 an den originalen Orten mit vielen authentischen Statisten gemacht worden. Der Romanvorlage von Tolstoi folgend werden Ausschnitte der Lebensgeschichten seiner Zeitgenossen geschildert. Rückblicke einzelner Personen, filmtechnisch durch überlagerte Szenenübergänge eingeschnitten, erzählen von besseren Zeiten vor dem Krieg. Gekürzte Rationen, gemeinsames Wohnen verschiedener Menschen in einer Wohnung oder einem Haus, zwischenmenschliche Probleme, Zusammenhalt in großer Not aber auch Diebstahl von Nahrungsmitteln und Unterschlagung aus Bereicherungsmotiven werden thematisiert. Ein Schieber namens Erlich (aus dem Deutschen „Ehrlich“ ohne h entlehnt) stiehlt Nahrungsmittel. Loss wird zudem in ein Eifersuchtsdrama mit Natascha und Erlich verwickelt, vertraut seine Konstruktionsunterlagen seinem Kollegen Spiridonow an, verlässt Natascha und arbeitet als Ingenieur, um tatkräftig beim Aufbau des Landes zu helfen.
Während der Haupthandlungsstrang realistisch entwickelt wird, beschäftigt sich Loss parallel im Nebenhandlungsstrang damit, wie er zum Mars gelangen könnte und sehnt sich dorthin. In Tagträumen stellt er sich den Mars mit der Königin Aelita und dem Königsherrscher Tuskub in einer futuristischen Umgebung vor. Sprache und Gestik sind dort anders, Küssen gänzlich unbekannt. Der dort lebende „Energiewächter“ Gor, so träumt Loss, hat ein Teleskop entwickelt, mit dem er das Leben auf anderen Planeten beobachten kann, hält es aber auf Befehl Tuskubs unter Verschluss. Als die exotische Schönheit Aelita Gor umgarnt, damit dieser ihr einen Blick durch das Teleskop gestattet, schlägt er ihr seinerseits ein heimliches nächtliches Treffen auf dem von Robotern bewachten Turm der Radioenergiestation vor. Nachdem eine Kammerzofe Aelitas die Roboter abgelenkt hat, kann Aelita das Leben auf dem anderen Planeten, der Erde, sehen. Sie entdeckte neben Naturlandschaften auch Militär (Krieg) und Liebe (Frieden), wobei sie sich schließlich mit Gor zu küssen beginnt, wie es die Menschen tun. Dabei werden sie von Tuskub beobachtet. Aelita kann im Teleskop die Worte „Anta Odeli Uta“ erkennen, die Loss auf der Erde gedankenversunken an eine schmutzige Fensterscheibe gemalt hat, und denkt voller Sehnsucht an ihn, wie Loss es sich in seinen Tagträumen vorstellt. Aelita sei, wie Loss phantasiert, häufig zum Turm der Radioenergiestation gegangen. Als Aelita schließlich bei einem ihrer Ausflüge in den Turm von Tuskub behindert wird, tritt sie als Königin vor den Ältestenrat der Marsgesellschaft und verlangt vehement das Recht auf Zutritt. Der Ältestenrat verwehrt ihr jedoch den Zugang und herrscht auch sonst sehr rigide, lässt Arbeitskräfte in Kühlhäusern einfrieren oder wie Sklaven in den Untergrund verbannen. Aelita verschafft sich selbst Zugang zum Turm und gerät in ein Eifersuchtsdrama mit Tuskub.
Diese Szenen wurden in einem Theater mit vielen aufwändigen Bühnenbildern gestaltet. In diesem Handlungsstrang treten neben vier Hauptcharakteren uniforme Gruppen von Schauspielern auf. Die herrschende Kaste ist silber, die Arbeitskräfte einheitlich dunkel gekleidet und gesichtslos, die Roboter und Soldaten sind mit futuristischen Applikationen gestaltet. Auch die Sklaventreiber sind erkennbar als Arbeiter kostümiert.
Unterdessen schreibt Spiridonow Loss im Haupthandlungsstrang einen Brief und erklärt seine Auswanderung aus Russland, hat aber zuvor die Konstruktionsunterlagen des Raumschiffs in einen Kamin eingemauert, damit sie nach seinem Abtritt erhalten bleiben. Loss geht dorthin und holt die Unterlagen. Es kommt zu einer Eifersuchtsszene, bei der auf Natascha geschossen wird. Loss phantasiert, Natascha getötet zu haben und sein Leben unter der Identität des verschwundenen Spiridonow weiterzuleben und das Raumschiff gebaut zu haben, das schließlich auch gestartet wird. Neben ihm und dem zur Mitreise vorgesehenen Kosmonauten Gussew, einem unternehmungslustigen bodenständigen Revolutionssoldaten bzw. Rotarmisten, werde versehentlich, wie er fabuliert, auch ein örtlicher Dummkopf und Möchtegern-Detektiv (Krawzow) mit auf die Reise zum Mars genommen. Dieser symbolisiert in dem Film einen halbseidenen und unzuverlässigen bürgerlichen Charakter.
Loss’ Fantasien stellen sich plötzlich als zutreffend heraus. Auf dem Mars beobachten der Ältestenrat und Aelita die Ankunft der Fremden in ihrem nahenden Raumschiff durch das Teleskop. Tuskub befiehlt die Aliens zu beseitigen, weil es sich um unwillkommene Revolutionäre von der Erde handele, die die marsianische Sklavenhaltergesellschaft stören könnten. Aelita verhindert das, indem sie den Chefastronomen, der als einziger den berechneten Landeplatz kennt, durch ihre Zofe töten lässt. Sie lässt die Besucher unbehindert landen, zu sich bringen und küsst Loss leidenschaftlich, wie es die Menschen tun. Aelita und Loss treffen und lieben sich.
Der mitgereiste Dummkopf wird beim Versuch, Loss zu verraten, aufgrund von Sprachschwierigkeiten mit den Marsianern festgenommen und gemeinsam mit der Zofe zum Einfrieren in die Kühlhäuser gebracht. Aus einer Befreiungsaktion entsteht schließlich eine flammende Revolution auf dem Mars, wobei sich die Sklaven erheben. Der Kosmonaut Gussew stachelt die Sklaven dazu auf, sich zu wehren. Er ruft in einer mitreißenden Rede zum Widerstand auf. Der Film stellt sodann den Sturm auf das Winterpalais in futuristischer Umgebung nach, die Sklaven stürmen schließlich den Palast und töten den Ältestenrat und den Herrscher Tuskub in einer wüsten Keilerei. Königin Aelita schließt sich dem Aufruhr zunächst an und führt die Sklaven zum Erfolg. Aber sie ordnet nach dem Sieg die Niederlegung der Waffen an. Als schließlich auch die Mars-Armee auf Aelitas Seite steht, ruft sie sich als Alleinherrscherin aus und lässt die Sklaven erneut in die Gefängnisse zurücktreiben. Sie will sie loswerden.
Wegen dieses Verrats von Aelita wendet sich Loss gegen seine Geliebte und stürzt sie die Palasttreppe hinunter, wobei sie stirbt. Beim Versuch, die Bedeutung der Worte „Anta Odeli Uta“ zu ergründen, erwacht Loss plötzlich im Haupthandlungsstrang und bemerkt, dass die Reise zum Mars nur ein Tagtraum war. Die Worte sind der Eigenname einer Handelsmarke, deren Reklame er vor dem Traum gesehen hat (wird im Film vorher eingeblendet). Natascha ist noch am Leben, Erlich wird festgenommen und Loss verbrennt die Konstruktionsunterlagen, da er genug davon hat und nie wieder tagträumen möchte.

## Produktion

### Produktionsnotizen
Produziert wurde der Film von der genossenschaftlichen Produktionsfirma Mezrabpom-Rus. Die Kostüme der Schauspieler wurden von der Avantgarde-Malerin und Künstlerin Alexandra Exter und Isaak Rabinovich entworfen, die Bauten stammen von Victor Simow, für die Maske war N. Sorokin zuständig. Das Drehbuch entstand in direkter Zusammenarbeit mit dem Autor der Vorlage Alexei Tolstoi, einem entfernten Verwandten von Lew Nikolajewitsch Tolstoi.

### Hintergrund
Der Haupthandlungsstrang des eine Mischung aus Eifersuchtsdrama, Komödie und Science Fiction darstellenden Films spielt im zeitgenössischen Alltag und weist viele ideologische Elemente auf, die zunächst zu einer weiten Verbreitung in der Sowjetunion und den internationalen Kinos führte. Raumfahrt war bereits 1902 in dem Film Die Reise zum Mond von und mit Georges Méliès Thema in einem Film. Aelita ist allerdings der erste Science-Fiction-Spielfilm in voller Länge. Er entstand in einer Zeit, da in der Sowjetunion von Lenin eine neue Wirtschaftspolitik und damit eine vorübergehende und teilweise Rückkehr zum Kapitalismus eingeführt worden war, um eine Erholung des Landes von den Zerstörungen des Krieges und der Revolution zu ermöglichen. Intellektuelle, die zur Zeit der Revolution Russland verlassen hatten, kamen zurück. So auch Jakow Protasanow, einer der berühmtesten Regisseure im zaristischen Russland. Er hatte sich im Exil in Frankreich und Deutschland befunden und dort auch einige Filme gedreht. Von den neuen sowjetischen Behörden erhielt er Unterstützung für die Verfilmung von Aelita.
Alexandra Peregonez, die im Film Aelitas Dienerin spielte, wurde im April 1944 von den Nazis gefoltert und erschossen. Sie gehörte eine Untergrundgruppe in Simferopol an, die den Plan verfolgte, Hitler zu beseitigen.
In einer Neufassung des Films mit deutschen Untertiteln stammt die Musik von Alexander Skrjabin, Igor Strawinsky und Alexander Glasunow.

## Rezeption

### Veröffentlichung
In der Sowjetunion hatte der Film am 25. September 1924 Premiere. Die Moskauer Bürger wurden ab dem 19. September 1924 über die Prawda informiert. Zudem wurden Reklame-Flugblätter von Flugzeugen abgeworfen und weitere Marketingkampagnen von Mezrabpom-Rus zur Unterstützung von Aelita gestartet, darunter auch eine extravagante Premierengala. Die Premiere soll von Kinobesuchern überschwemmt worden sein, die nach Kinokarten verlangten.
In der Sowjetunion wurde der Film später strikt zensiert, nachdem sich die zeitgenössische Ideologie verändert hatte. Dies zeigte sich unter anderem auch in der Filmparodie Межпланетная революция (Interplanetare Revolution – Der Hyperboloid trifft die Leinwand) (von der noch ein Fragment vorhanden ist), einem Animationsfilm aus einer Mischung aus Zeichentrick- und Silhouettenfilm.
Auch während des Kalten Kriegs wurde Aelita nicht in den sowjetischen Kinos gezeigt.
In Frankreich (Paris) wurde der Film am 17. Oktober 1925 veröffentlicht, in den USA am 25. März 1929 in New York. In Finnland war er erstmals am 8. März 1975 im Fernsehen zu sehen. In Japan erfolgte eine Veröffentlichung am 15. Mai 1987. In der Tschechischen Republik wurde der Film am 15. November 2002 anlässlich der CinEd@ys Film Woche veröffentlicht. In Frankreich wurde im Oktober 2005 eine DVD herausgegeben, in Finnland erfolgte eine weitere Veröffentlichung am 20. Januar 2008 in Helsinki und am 12. Juni 2008 auf dem Midnight Sun Film Festival in Sodankylä. Am 19. August 2017 war der Film einer der Beiträge des Internationalen Film Festival in Melbourne. Zu sehen war er zudem in Argentinien, Brasilien, Spanien, Griechenland, Ungarn, Polen und in Portugal. Der internationale Titel ist Aelita: Queen of Mars, teilweise mit dem Untertitel Revolt of the Robots.
In einer gekürzten 80-minütigen Fassung erfuhr der Film am 25. Juli 1969 im WDR III seine deutsche Fernseherstaufführung. Vorgestellt wurde er zudem am 10. Februar 2012 bei den Internationalen Filmfestspielen von Berlin.
Der Film erschien in der russischen Originalfassung mit Untertiteln in verschiedenen Sprachversionen, darunter auch Deutsch, bei Ruscico auf DVD.
Heute kann der Film weltweit in DVD-Versionen mit Untertiteln in verschiedenen Sprachen gesehen werden.

### Kritik
Der Film wurde von den russischen Kritikern kühl aufgenommen, die meinten, er sei nicht künstlerisch, war beim russischen Volk jedoch beliebt, was nach sich zog, dass viele der in diesem Jahr geborenen Mädchen trotz der aristokratischen Konnotation Aelita genannt wurden. Der zunächst sehr beliebte Film geriet später bei der neuen sowjetischen Regierung in Ungnade und war bis nach dem Kalten Krieg schwer auffindbar.
Evgeny Nefedov von AllOfCinema meinte, der Produzent des Films sei offensichtlich sehr an der sozialen Transformation eines riesigen Landes interessiert gewesen. Nikolai Batalow sei überzeugend in der Figur eines Soldaten, eines bewussten Mannes der Roten Armee. Igor Iljinski als Debütant sei ein brillanter Komiker. […] Der Film biete eine fantastische Party, es sei kein Zufall, dass er auf der Exposition internationale des arts décoratifs et industriels modernes in Paris 1925 für Furore gesorgt habe. Der mehrdeutige Ausgang der Revolution, der von sowjetischen Kameraleuten gezeigt worden sei, scheine überzeugender zu sein als der von Fritz Lang in seinem Film Metropolis.
Paul Fléchère führte für die französische Seite DVDClassik aus, der russische Film Aelita sei heute so gut wie vergessen, seine Wiederentdeckung durch eine DVD-Edition sei eine erstaunliche Erfahrung. Der historische Kontext, in dem der Film entstanden sei, sei sehr originell und gebe dem Film selbst viel Interesse, da er die Nachrichten seiner eigenen Zeit verbreite. Weiter hieß es, Aelita wäre ein guter Film, wenn seine Originalität auch darunter leide, gleichzeitig auch eine ausgezeichnete Dokumentation über das Leben in Moskau während dieser merkwürdigen Zeit der NEP sein zu wollen. Dank dieser Tatsache bleibe er jedoch ein wesentlicher Film in der Geschichte des russischen Kinos. Zwar sei der Film nach seiner Veröffentlichung von Kritikern und Apparatschiks des Regimes gemieden worden, aber trotzdem beliebt gewesen. Das Budget für Aelita sei das bisher größte Budget für die Produktion eines Films in Russland gewesen.
Jay Seaver von EFilmCritic.com meinte, es sei ein Beweis für das handwerkliche Können des Regisseurs, dass jemand, der Aelita gesehen habe, den Film habe genießen können, ohne zu realisieren, dass es sich um einen ziemlich verflixten Propagandafilm handele. Es sei ohnehin nötig, jedes Mal, wenn man einen alten Film schaue oder ein altes Buch lese, den Kontext der Zeit zu betrachten. Leider werde die Propaganda im Film von einem grauenhaften Klischee begleitet, das nerve, egal, was die Ideologie des Films (oder Filmemachers, oder Sponsors) gewesen sein möge. Der Film funktioniere fast die gesamte Laufzeit über, sowohl die phantastischen als auch die bodenständigen Segmente seien gut gemacht, auch wenn sie jetzt naiv erscheinen würden, seien es doch glaubwürdige Produkte ihrer Zeit. Auch die Charaktere seien gut gezeichnet und gut zuzuordnen.
Jennie Kermode von Eye for Film schrieb, Queen of Mars sei eine raffinierte Mischung aus Science-Fiction und pro-kommunistischem Filmemachen, obwohl er für seine Zeit weder in der erzählerischen noch in der visuellen Technik hoch entwickelt und auch kein geradliniges Propagandastück sei. Vielmehr gebe es Warnungen darüber, wie leicht Revolutionen von oben oder von unten korrumpiert werden könnten. Der Film zeige eine russische Gesellschaft, die alles andere als perfekt sei, wobei Menschen einander ausnutzen und Beamte das System betrügen würden und er warnt, dass der einzige Weg, eine gesunde Gesellschaft zu erhalten, Wachsamkeit und harte Arbeit sei. Der Film selbst sei ein Beispiel für die Arbeit, die er befürworte.
James Newman vom imagesjournal stellte ab auf die Rückkehr des Regisseurs nach Russland und seinen Plan der Verfilmung der Novelle Aelita. Das sei der Film, für den er im Westen bekannt sei; ein sozialistisches Science-Fiction-Spektakel mit großartigen Kulissen, die konstruktivistische und kubistische Motive beinhalten. Aelita sei der erste große Budget-Film gewesen, der in Russland gedreht wurde. Anderthalb Jahre im Entstehen begriffen, war Aelita als ideologisch korrekte Massenunterhaltung gedacht, die an den Kinokassen mit Hollywoodfilmen konkurrieren können sollte. […] Das Drama auf der Erde sei nicht ohne Interesse, aber eher gewöhnlich. Ohne die Szenen auf dem Mars wäre uns der Film heute wahrscheinlich egal, meint Newman, denn diese Szenen seien es, die die stärkste politische Botschaft des Films tragen würden.
L’Oeil sur L’Ecran vertrat die Ansicht, dieser sowjetische Stummfilm, der 1924 gedreht worden sei, sei wirklich erstaunlich. Erstaunlich, weil Aelita vier Jahre vor Metropolis von Fritz Lang ein Universum des Science-Fiction schaffe, eine wirklich innovative Vision einer Marskultur mit Kostümen und Dekorationen, die vom Kubismus inspiriert seien. Aelita sei auch durch seine Botschaft subtil und komplex, erstaunlich, da man dem Film auch ein antikommunistisches Pamphlet entnehmen könne, da man uns ein Russland voller Elend zeige. Am Ende sei der Film wirklich eingängig.
Allessandro Aniballi von Quinlan rivista di critica cinematografica sprach von einem bürgerlichen Melodram, sozialem Realismus, einer Detektivgeschichte, einer proletarischen Komödie und schizophrenem Science-Fiction-Film, der in den frühen Jahren des sowjetischen Kinos entstanden sei. Aelita sei ein Geschöpf der Phantasie, zumindest soweit dies die Fiktion betreffe. Nicht nur scheine das tief ausgeschnittene Kleid der Königin Prinzessin Leilas Bikini vorwegzunehmen, auch die mechanischen Mars-Soldaten scheinen die Vorläufer der Star-Wars-Sturmtruppen zu sein, ganz zu schweigen von der diktatorischen Unterdrückung, die auf dem Mars von Aelita herrsche, sehr ähnlich dem Regime, das das galaktische Imperium in der Lucas-Saga seinen Bewohnern auferlegt habe.
Der Kritiker und Journalist Kim Newman meinte, auf seine Art habe Aelita alles: sozialen Realismus, Fantasie, Allegorie, Science-Fiction, köchelnden Sex, eine Revolution, unglaublich unwahrscheinliche Plotentwicklungen, nette Tricks, Spezialeffekte, kunstvolles Dekor, aber auch zu viele Botschaften und Moral für einen Film. Aelita sei zudem eine satirische Komödie und ein historisches Dokument.

„Eifersuchtsdrama, das sich allmählich zur Komödie entwickelt und besonderen Reiz durch die expressionistischen Science-Fiction-Kulissen gewinnt.“

„An der Mischung aus Ehedrama, Zeitkomödie und Zukunftsfilm gefällt vor allem der Science-Fiction-Aspekt, der den Helden, den Erfinder Loss, auf dem Mars landen und die geknechteten Mars-Arbeiter die Macht ergreifen läßt. Der technisch recht munter gestaltete Streifen ist schon aus diesem Grunde sehenswert.“

„… Jakow Protasanows Film ist eine nicht überall geglückte Mischung aus Eifersuchtsdrama, Komödie und Science Fiction. Gut gezeichnet sind solche Typen wie Gussew, der Soldat, und Ehrlich, der bürgerliche Spekulant, oder Krasnow, der verhinderte Polizist. Interessant und sehenswert ist auch die Szenerie des Mars, die nicht von ungefähr an die expressionistische ‚Caligari‘-Landschaft Robert Wienes aus dem Jahr 1919 erinnert.“

### Ideologische Bedeutung
Neben der erstaunlichen dramaturgischen und filmtechnischen Leistung dieser sehr frühen Produktion (1924) wurde vor allem die ideologische Bedeutung des Streifens in mehreren Aspekten diskutiert. Die Ereignisse auf dem Mars werden damals wie heute als Darstellung der sogenannten „Exportierten Revolution“ gesehen, die 1920 von einer zur anderen Sowjetrepublik getragen wurde, aber auch später im Kalten Krieg eine erhebliche Rolle spielte. Das Motiv der Übertragung des Volksaufstandes auf eine gänzlich andere, aber ungerechte (sklavenhaltende) Gesellschaft wurde unter den Entstehungsbedingungen des Films als zukunftsweisend empfunden.
Der Verrat Aelitas und die Strafe durch ihren Geliebten (Tötung durch Sturz), der trotz aller Zuneigung das Motiv des Gussew ergreift (Befreiung um jeden Preis), symbolisieren die Forderungen der Russischen Revolution, dass sich die Unterdrückten selbst führen sollen, da von der Aristokratie nichts Gutes zu erwarten sei. Das Szenenbild lässt in diesen Passagen keine Umdeutungen zu und wurde in dieser Passage auch nie umgeschnitten.
Die spätere Zensur des Films in der Sowjetunion geht auf Aelitas Mithilfe bei der marsianischen Revolution zurück, die sie nur leistet, um den Diktator Tuskub loszuwerden, dessen Stelle sie einnehmen will. Sie demonstriert die leninistische Vorstellung davon, was bei einer Revolution schiefgehen könnte, wenn man sich den falschen Führern anvertraut. Das blinde Vertrauen in Führer war jedoch später wieder ein wichtiger innenpolitischer Faktor in der stalinistischen und post-stalinistischen Sowjetunion.
Loss sieht zudem Aelita in seinem Tagtraum mehrmals als seine Frau Natascha erscheinen, die jedoch im Haupthandlungsstrang eine aufrichtige Revolutionärin ist. Aelita steht hingegen in der marsianischen Revolution für das Gegenteil dessen, was sie in der privaten romantischen Beziehung für Loss bedeutet. Auch diese mehrdeutige Symbolik war in späteren Zeiten nicht mehr erwünscht.

### Bedeutung des Films
Der Film wird als einzigartiges Zeitdokument der sowjetischen Revolutionszeit bewertet und gilt auch aus filmhistorischer Sicht als sehr bedeutsam, da er einen richtungsweisenden Einfluss auf die Entwicklung des Genres der Science Fiction in Theater und Film nahm und heute auch thematisch als erster Film seines Genres überhaupt gilt. Zum einen stellen seine aufwändigen Science-Fiction-Elemente in einem Nebenhandlungsstrang einen in dieser Zeit ungewöhnlich neuen Stil vor, der von vielen Theateraufführungen aufgegriffen wurde und sich bald mit einer typischen Vorstellung über futuristische Gesellschaften verband. Mit seinem für die damaligen sowjetischen Verhältnisse völlig neuartigen Dekor im Stile des deutschen Filmexpressionismus nahm er auch einen großen Einfluss auf spätere internationale Filmproduktionen. Die enthaltenen Motive wurden im Laufe der Zeit immer wieder für Spielfilme und Serien aufgegriffen und verändernd weiter entwickelt. Zu den Produktionen, die von Aelita beeinflusst wurden, zählen die US-amerikanischen Serien Flash Gordon und Buck Rogers aus den 30er Jahren sowie Metropolis von Fritz Lang von 1927. Umstrittene und unbestätigte Anspielungen auf den Film werden auch über spätere Folgen in Serienproduktionen diskutiert.
In Aelita sind einige seltene Aufnahmen zu sehen, wie die einer frühen Parade auf dem Roten Platz, als dieser noch unbefestigt aus Grasland bzw. strohbedecktem Pflaster bestand.

### Die interplanetare Revolution – Parodie auf Aelita
Kurz nach Aelita erschien 1924 eine Parodie auf den Film, nämlich der Trickfilm Межпланетная революция (Meschplanetnaja Rewoljuzija, die interplanetare Revolution) von Nikolai Chodatajew, Senon Komissarenko und Juri Merkulow. Ursprünglich sollten Teile des Films Aelita zur Verfügung gestellt werden, was aber nicht zustande kam. Einige Szenen wurden aber für diesen Trickfilm verwendet, der somit als erster sowjetischer Science-Fiction-Trickfilm gilt und ebenfalls unter die sowjetischen Propagandafilme geordnet wird. Dieser Trickfilm ist ca. 8 Minuten lang und zeigt den Export der Revolution von der Erde auf den Mars. Er ist eine Mischung aus Zeichentrick- und Silhouettenfilm. In neueren russischen Doppel-DVD-Ausgaben von Aelita wird der Film im Bonus-Material mit veröffentlicht.

## Veröffentlichungen
- Andrew J. Horton: Science Fiction of the Domestic s.S. ce-review.org (englisch)